# Fly-over
Als Fly-over oder Flyover (manchmal auch Overfly) werden allgemein Bauwerke des Straßenverkehrs bezeichnet, die andere Verkehrswege „überfliegen“ (engl. to fly over) oder überbrücken. Im Englischen bezeichnet der Begriff eine Überführung, weswegen diese im Englischen als Fly-over-ramp bezeichnet wird. Im einfachsten Fall handelt es sich um eine Verbindungsrampe, die den Hauptverkehrsstrom planfrei über eine Kreuzung führt; es existieren jedoch auch komplexe mehrstöckige Konstruktionen (z. B. in Autobahnkreuzen). Ziel ist ein besserer Verkehrsfluss und erhöhte Sicherheit. Ein Fly-over in speziellerer Bedeutung ist ein temporäres Bauwerk, das einen reparaturbedürftigen Straßenabschnitt in Längsrichtung überbrückt, während der eigentliche Verkehrsweg darunter repariert wird. Die alternative Bezeichnung Überwerfungsbauwerk wird eher im Eisenbahnverkehr verwendet.

## Mobile Stahlkonstruktion in Österreich

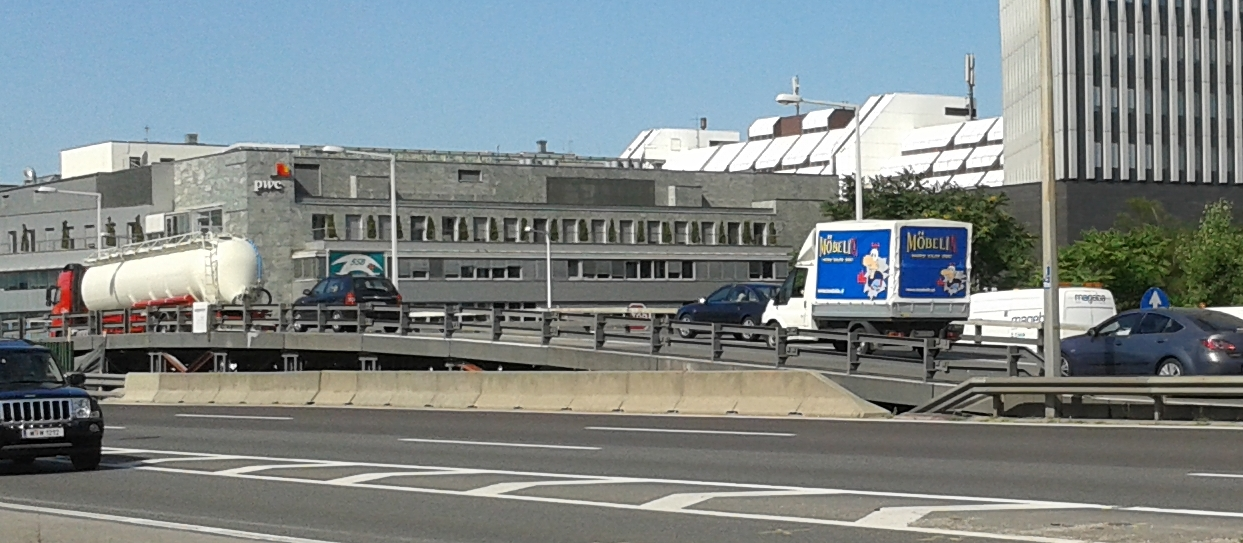
Überbrückung von Dehnfugenbaustellen auf Autobahnbrücken

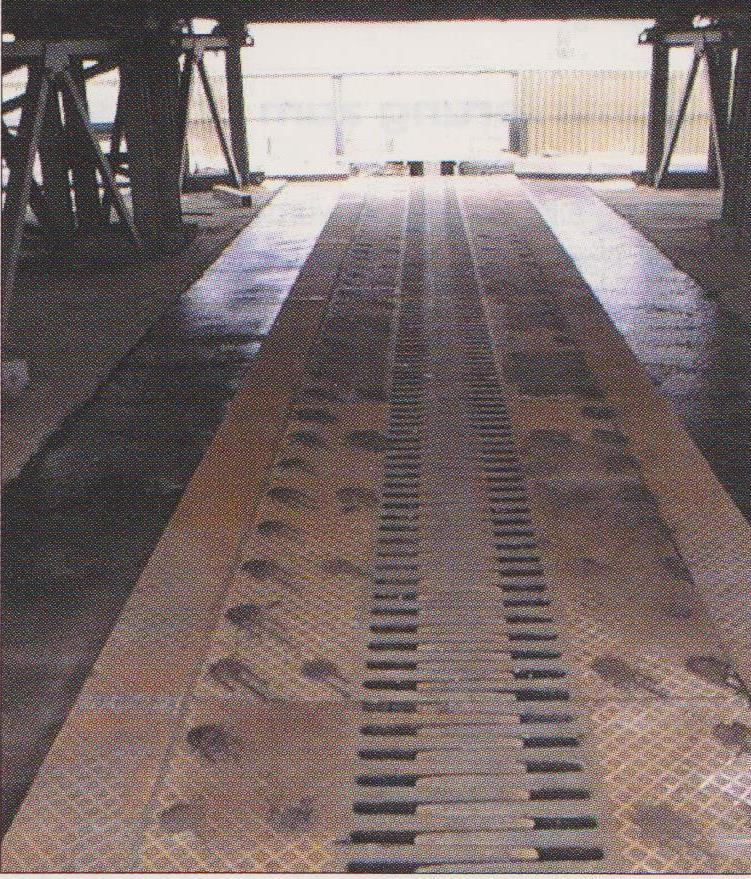
Erneuerung einer Fahrbahndehnfuge unter Fly Over

Fly Over bezeichnet in Österreich eine 106 m lange, transportable Stahlkonstruktion aus Einzelelementen zur kuppenartigen Überbrückung von Kurzbaustellen auf Autobahnbrücken. Es wurde in Österreich entwickelt zum Zwecke der Erneuerung der mehr als 40 „Fahrbahndehnfugen-Konstruktionen“ für den meist befahrenen Autobahnabschnitt der A23 (180.000 KFZ/Tag) zur Ausschaltung von Verkehrsinfarkten in Wien während der Bauzeit.

### Entwicklung
Normalerweise nimmt die Erneuerung einer Fahrbahndehnfuge einige Wochen in Anspruch. Es wäre bei dieser Vorgangsweise mit schwerster Beeinträchtigungen der Leistungsfähigkeit der A23 durch Fahrstreifensperren mit hohem volkswirtschaftlichem Schaden durch Zeitverluste, Terminverzug, Treibstoffmehrverbrauch, Umfeld- und Anwohnerbelastungen und vieles mehr von mehr als 14 Mio. Euro für jede der 40 Baustellen durch Verkehrsstau zu rechnen gewesen.
Um dieses Szenario auszuschalten, wurde mit der Idee von Walter Hufnagel, damals Leiter der Brückenbauabteilung der Stadt Wien, mit dem Stahlbauunternehmen Waagner Biro, dem Ingenieurbüro A. Pauser sowie AXIS Ingenieurleistungen eine völlig neue technische Lösung entwickelt und „Fly Over“ genannt.
Die Idee war dabei eine immer wieder einsetzbare Überbrückung jeder Dehnfugenbaustelle über die gesamte Brückenbreite mit drei Fahrstreifen und folgenden grundsätzlichen Basisfunktionen, die der weiteren Planung zugrunde gelegt wurden:
- genügend Arbeitsraum und einer Arbeitshöhe von überwiegend 1,90 m bieten
- möglichst geringes Eigengewicht zur Vermeidung von Schäden an den Brücken
- Aufbau innerhalb einer Nacht und Abbau innerhalb einer Nacht
- während der Montage muss einer von drei Fahrstreifen immer dem Verkehr zur Verfügung stehen
- sicher befahrbar bis zu einer Geschwindigkeit von 80 km/h
- üblicher Brückensicherheitsstandard
- Möglichkeit der Montage auch in Kurven, Kuppen und im Gefälle der A23 ohne Sicherheitseinbußen

Damit diese Basisfunktionen erfüllt werden konnten, wurde in einer Planungszeit von fast zwei Jahren eine ca. 106 m lange, ca. 2 m hohe kuppenartige Überbrückung von drei Fahrstreifen aus 69 Einzelelementen mit folgenden Merkmalen entwickelt:
- Brückengerät im Baukastensystem mit Schnellverbindungen für raschen Auf- und Abbau in Modulbauweise für universellen Einsatz für drei Fahrbahnen.
- Ausgeklügeltes Logistiksystem zum An- und Abtransport sowie Auf- und Abbau und Montage in einer Nacht
- Fahrstreifenweise Montage mit teilweiser Verkehrsaufrechterhaltung
- Tragender Kern der Hilfsbrücke sind Böcke oder „Fachwerktische“, die pro Fahrbahn 23 gleich große Fahrbahntafeln tragen, das System verbinden, stabilisieren und ihm die kuppenartige Form verleihen. Sie sind standsicher und müssen nicht auf der Fahrbahn angeschraubt werden. Sie geben die Lasten durch Fußplatten gleichmäßig verteilt in die Fahrbahn und Brücke ab.
- Leichtbauweise in Spezialstählen

Um sicherzugehen, dass dieses 106 m lange Überbrückungsgerät auch funktioniert, wurde vor dem ersten Einsatz im Frühjahr 1999 die Probeaufstellung eines Fahrstreifens beauftragt. Zu einer Probebefahrung mit einem schweren LKW und einer umfangreichen Information über das Fly Over und die Bauvorgänge auf der Süd-Ost-Tangente wurden schließlich alle verantwortlich Beteiligten, Stakeholder und Medienvertreter eingeladen. Da es sich dabei um eine technische Neuheit für ein hochsensibles Verkehrssystem handelte, war es besonders wichtig, vor der ersten Inbetriebnahme den Nachweis der Leistungsfähigkeit zu führen, um so nachhaltig die Akzeptanz sicherzustellen. Mit Anschaffungskosten von rd. 150.000 € für Planung und Herstellung ist das Fly Over eine vergleichsweise billige Maßnahme mit großer Wirkung und hohem Wert. Das Fly Over bietet für die Arbeiten darunter, die Erneuerung der Fahrbahndehnfugen auf den Brücken, sichere und lärmverminderte Arbeitsbedingungen. Für die Arbeiten selbst sind dadurch optimale Voraussetzungen für höchste Ausführungsqualität entstanden – es kann somit eine komplette Dehnfugenkonstruktion in Ruhe und Konzentration innerhalb von einigen Wochen ohne jede Verkehrsbeeinträchtigung erneuert werden. Diese außergewöhnliche Idee wurde im Jahr 2000 für den Österreichischen Staatspreis für Consulting nominiert.

### Fly-over-Einsatz
Der Fly-over wird von der ASFINAG-Autobahngesellschaft verwendet.
Erstmaliger Einsatz dieser Konstruktion war 1999 auf der österreichischen Autobahn Südosttangente Wien (A23). Später wurde der Fly-over um einen Fahrstreifen auf vier erweitert. Das Ergebnis ist zirka 106 Meter lang und 13,4 Meter breit. Wird der Fly-over für vier Fahrspuren aufgebaut, so werden 16 Sattelfahrzeuge für den Transport der insgesamt etwa 300 Tonnen schweren Einzelteile benötigt. Zwei Kräne mit einer Hebelast von 50 Tonnen und ungefähr 250 Hebevorgänge sind für den Auf- bzw. Abbau in einer Nacht notwendig. Die Autobahn bleibt dabei auf einer Fahrspur befahrbar.

#### A23 in Wien
- 1999 Erstmals eingesetzt wurde der Fly-over im Jahr 1999 auf der A23 im Bereich Sankt Marx. Dort wurde es in der Nacht vom 10. zum 11. Juli aufgebaut. Die Bauarbeiten zum Austausch der sanierungsbedürftigen Dehnfuge dauerten vier Wochen. In der Nacht vom 6. zum 7. August wurde der Fly-over abgebaut und in der folgenden Nacht auf der Gegenfahrbahn wieder aufgebaut. Die Sanierungsarbeiten waren am 3. September 1999 abgeschlossen.
- 2000 Aufgebaut wurde der Fly-over in der Nacht vom 7. zum 8. Juli 2000 auf der Richtung Norden führenden Fahrbahn. Der letzte Abbau der Hilfsbrücke für die Saison 2000 erfolgte zwischen 1. und 2. September 2000. Insgesamt wurde in diesem Zeitraum der Fly-over dreimal auf- und wieder abgebaut.
- 2001 In den Sommermonaten des Jahres 2001 war der Fly-over bei der gesperrten Ausfahrt Simmering im Einsatz. Im Anschluss daran wurde er bis Ende Oktober 2001 auf der Hochstraße Sankt Marx verwendet.
- 2002 Zwischen Mitte Juni 2002 und Mitte Oktober 2002 war der Fly-over ungefähr zehn Wochen abermals zwischen Simmering und Sankt Marx im Einsatz.
- 2004 Im Jahr 2004 wurde zwischen Anfang April und Ende September 2004 an drei Stellen des Knotens Landstraße auf jeweils beiden Richtungsfahrbahnen gearbeitet.
- 2005 Im Jahr 2005 wurde der Fly-over in der Nacht vom 11. auf den 12. Juni am Knoten Kaisermühlen das erste Mal in diesem Jahr aufgestellt. Nach drei Umstellungen wurde er in der Nacht vom 28. auf den 29. September 2005 abgebaut.
- 2009 Im August 2009 wurde der Fly-over beim Knoten Kaisermühlen auf der Verbindungsrampe von der A22 auf die Praterbrücke aufgebaut.
- 2010 Der Fly-over war zwischen Knoten Kaisermühlen und dem Stadlauer Tunnel in Fahrtrichtung Norden im Einsatz. Im Anschluss daran wurde es in Fahrtrichtung Süden aufgebaut.
- 2012 Nach zwei Jahren Pause, wurde der Fly-over auf der Südosttangente beim Knoten Prater aufgebaut um die Dehnfugen Richtung Norden zu tauschen. Im Sommer des Folgejahres wird es dann in der Gegenrichtung im Einsatz stehen.
- 2014 Dieses Mal wurde der Fly-over zweimal genutzt. Beide Male in Fahrtrichtung Süden zwischen der Anschlussstelle Landstraße und der gesperrten Ausfahrt Simmering, die Arbeiten Dauer jeweils 5 Wochen.
- 2015 In den Sommermonaten wurde der Fly-over an zwei Stellen aufgebaut. An der gesperrten Ausfahrt Simmering in Richtung Nord sowie auf den vier Fahrspuren der Autobahn vor der Ausfahrt.[5]

#### Österreich
Zwischen März und April 2006 war der Fly-over in der Steiermark auf der A9 (Pyhrn Autobahn, Talübergang Sankt Stephan im Bereich Gratkorn Fahrtrichtung Graz) im Einsatz.

#### Niederlande
Während der Jahre, in denen der Fly-over in Wien im Einsatz war, kamen aus dem Ausland immer wieder Anfragen, bisher aber kaum Aufträge. Zwischen Mai und September 2005 wurden z. B. auf der niederländischen Autobahn A12 bei Amsterdam mit Hilfe eines Fly-overs neun Dehnfugen generalsaniert.